# Nabire
Nabire – miasto w Indonezji na Nowej Gwinei w prowincji Papua Środkowa.
Leży na północnym wybrzeżu wyspy nad zatoką Cenderawasih; 45 tys. mieszkańców (2006).
Ośrodek administracyjny dystryktu Nabire; port lotniczy; ośrodek turystyczny, w okolicy liczne atrakcje, m.in.:
- ogród morski zatoki Cenderawasih ze 130 gatunkami koralowców,
- plaża Wahario,
- wyspa Pepaya z idealnymi warunkami do nurkowania,
- gorące źródła, temperatura wody do 80 °C.